# Auchmophoba costistrigalis
Auchmophoba costistrigalis là một loài bướm đêm trong họ Crambidae.